# Sympaestria acutelobata
Sympaestria acutelobata är en insektsart som beskrevs av Brunner von Wattenwyl 1878. Sympaestria acutelobata ingår i släktet Sympaestria och familjen vårtbitare. Inga underarter finns listade i Catalogue of Life.